# Abd al-Malik omajjád kalifa
Abd al-Malik ibn Marván (arab betűkkel عبد الملك بن مروان – ʿAbd al-Malik ibn Marwān; 646 – Damaszkusz, 705. október 8.) volt a szunnita iszlám kilencedik kalifája (uralkodott 685-től haláláig), egyben a 750-ig uralkodó Omajjád-dinasztia ún. marvánida ágának második tagja. A legjelentősebb Omajjádok közé tartozik, aki nem csak az uralkodása kezdetén tomboló zűrzavart számolta fel szívós harccal, miközben jelentős területeket hódított meg, hanem az Arab Birodalom államigazgatásának és pénzügyeinek reformjára is gondot fordított.

## Lázadások és leverésük
Atyja, Marván halálát követően került trónra. Helyzete nem volt könnyű, ugyanis már több mint egy éve dúlt a II. fitna: az Arab-félsziget jelentős részét Abdalláh ibn az-Zubajr ellenkalifa uralta Mekka székhellyel, Irakban és szerte az Arab-félszigeten (Hadramautban, Jemenben, Bahreinben) a háridzsiták zavargásai gyengítették a kalifa hatalmát, a Mardzs Ráhit-i csata után pedig a szíriai befolyással rendelkező kajsziták is ellenérzésekkel viseltettek a dinasztia iránt.
685-ben még súlyosabb probléma adódott. Kúfában egy bizonyos Muhtár, Ali kalifa hajdani szolgája minden korábbinál nagyobb síita felkelést kezdett, immár nagyrészt az arabok által meghódított, iszlamizált kliensréteg, az ún. maváli erejének felhasználásával. Mezopotámia nagy részét az évek folyamán mindinkább független, a maválira támaszkodó ideológiát kialakító Muhtár vezette felkelők kerítették hatalmukba. Abd al-Malik óriási szerencséjére ellenfelei nem akartak egységesen fellépni ellene. A háridzsiták például éppúgy harcoltak Ibn az-Zubajr és a Baszra élére kinevezett öccse, Muszab ellen, mint a hitetlennek tekintett Omajjádok és a síiták ellen. A szerencsés körülményt a kalifa nem habozott kihasználni. Muhtárt és furkósbotokkal hadakozó fanatikusait 687-ben Muszab verte le, és ugyanő súlyos harcokat vívott a háridzsitákkal.
Abd al-Malik időközben jelentős erőket gyűjtött, és 689-ben, miután fegyverszünetet kötött a Bizánci Birodalommal, megindította harcát az ellenkalifátus ellen. 691-ben Muszabot sikerült leverni, majd hű hívét, al-Haddzsádzs ibn Júszufot menesztette a Hidzsázba. A hadvezér könyörtelenül leverte az lázadást: 692-ben hónapokig tartó ostrom során katapultokkal lövette a Kábát, majd elfoglalta Mekkát. Ibn az-Zubajr elesett a támadás során. Haddzsádzs ezt követően körülbelül két évet töltött azzal, hogy az arábiai háridzsitákkal leszámoljon, majd miután sikerre vitte feladatát, kevés ember élén titokban bevonult Kúfába. A fontos iraki város katonasága Muszab leverése után is bizonytalan pontnak számított, katonasága lojalitása erősen megkérdőjelezhető volt. Haddzsádzs meglepetésszerű, kemény fellépése azonban mindjárt megoldotta a helyzetet. Még a szisztáni expedícióra küldött, ám ehelyett hadseregével fellázadó hadvezére, Ibn al-Asász felkelését is sikerült levernie. Bár brutalitása miatt számos ellenséget szerzett magának, kétségtelen tekintélye és eredményei lehetővé tették számára, hogy egészen 714-ben bekövetkezett haláláig megmaradjon Irak élén, és ilyen minőségben irányítsa a keleti terjeszkedést.

### ASziklamecsetépítése

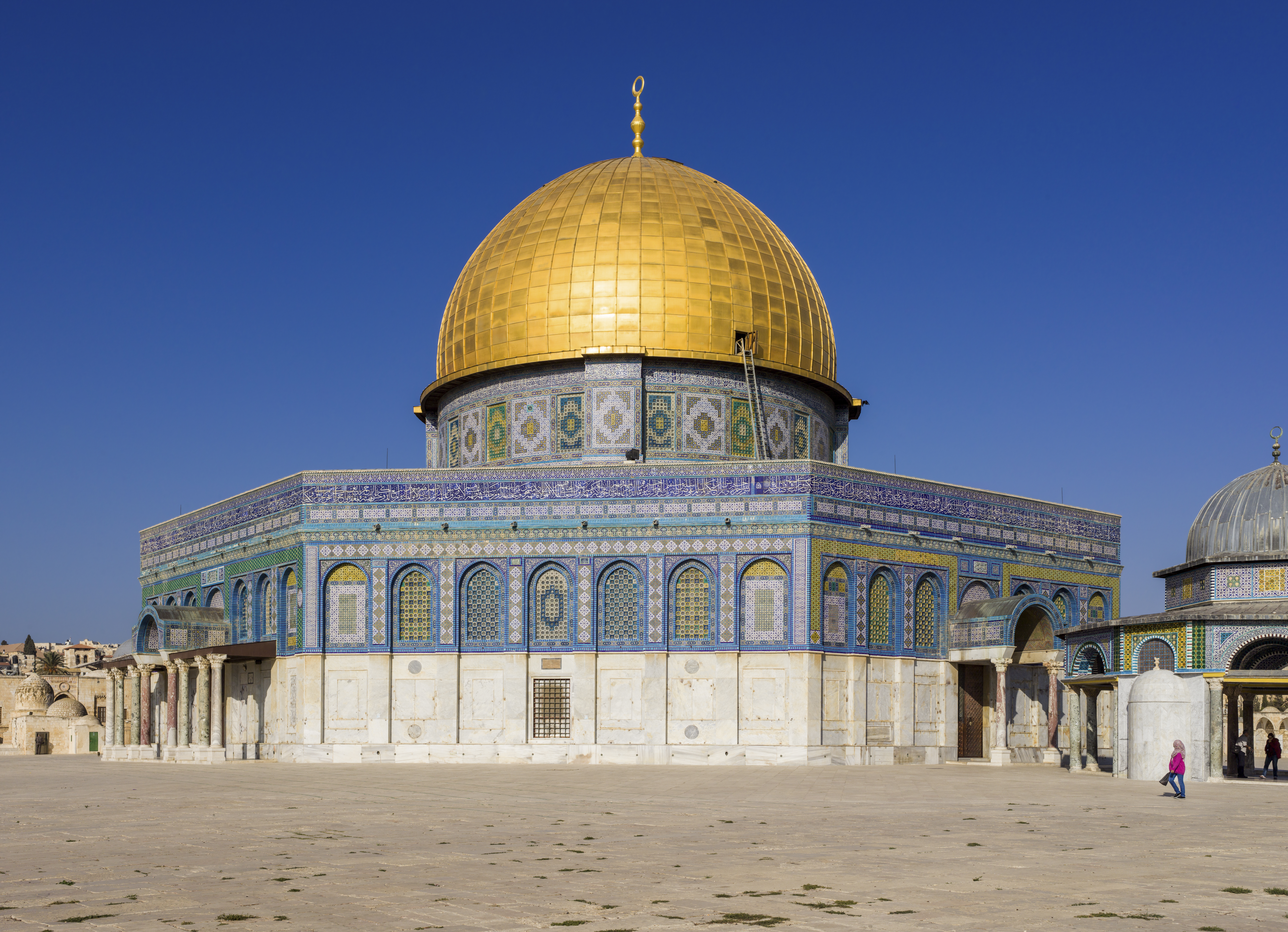
Abd al-Malik kalifa, Marván ibn al-Hakam fia, a 688-691-es években a jeruzsálemi szent kövön - amelyet a muzulmánok és a zsidók is annak a kőnek tartanak, ahol Ábrahámnak fel kellett volna áldoznia a fiát - felépíttette a Sziklamecsetet

Abd al-Malik nevéhez fűződik az iszlám főségét hirdető jeruzsálemi Sziklamecset megépítése (685–691), mely a tudósítások szerint hatalmas összeget (állítólag az Egyiptomból szerzett éves jövedelem hétszeresét) emésztett fel. A polgárháborús helyzetet tekintetbe véve kitűnik, hogy Abd al-Malik rendkívüli fontosságot tulajdonított az iszlám propagálásának, illetőleg saját hatalma demonstrációjának.

## Hódítások, háborúk

### A bizánci határ
A belső bajokkal elfoglalt Abd al-Maliknak nem volt ereje arra, hogy hadakozzon az északi határon, így a 678-ban kötött harmincéves fegyverszünetet trónra lépve számos engedménnyel erősítette meg. Ennek keretében emelték az arabok éves adóját, a korábban megszerzett Ciprus, Örményország és a kaukázusi Ibéria pedig kondomíniumi státusba került, azaz adóinak fele II. Jusztinianosz kincstárába folyt be. A Jusztinianoszt száműző Leontiosz elsősorban Karthágó megtartására koncentrált, sikertelenül (ld. alább), utódja, III. Tiberiosz viszont az anatóliai határvidéken kívánt harcolni. 701-ben sikeres betörést hajtott végre Szíria területén, amit 703-ban és 704-ben kilikiai arab ellencsapások követtek, de ezek nem hoztak nagyobb eredményt. A 705-ben trónját kazár segítséggel visszaszerző Jusztinianosz a továbbiakban nem hadakozott az arabok ellen, sőt tisztogatást hajtott végre a hadseregben, amivel lehetővé tette, hogy Abd al-Malik utódai újabb hódításokhoz jussanak Kis-Ázsiában.

### Afrika
Míg a birodalom középpontjában polgárháború dúlt, a terjeszkedés lelassult, ám a helyzet stabilizálódását követően mind a keleti, mind a nyugati végeken szakadatlanul törtek előre az arab hadak. Egyiptomból több expedíciót szerveztek a még mindig bizánci kézben levő Afrikai Exarchátus ellen. Ukba ibn Náfi már 670-ben meghódította a tartomány nagy részét, megalapítva az iszlám negyedik legszentebb városát, Kairuánt. 682/683-ban egészen az Atlanti-óceánig eljutott, ám a hazaúton meggyilkolták. A támadást vezető berber Kuszajla csak 690-ben szenvedett döntő vereséget az araboktól, akiknek végül csak 697-ben sikerült bevenniük Karthágót. A bizánci flotta azonban egy ellencsapással visszaszerezte azt, így csak a 698-as arab expedíció pusztította el végleg a bizánciak afrikai befolyását. (A vereségbe bukott bele Leontiosz császár, és a fellázadt hadsereg III. Tiberioszt tette trónra Konstantinápolyban.)
Ekkor azonban ismét felbukkant egy régi-új ellenfél Észak-Afrikában: a berberek. Ezúttal egy jósnő (arabul al-Káhina, igazi nevét nem is ismerjük) állt az élükre, és egy ideig sikeresen visszaszorította a muszlim hódítókat. Mivel azonban a felperzselt föld taktikája a helyi parasztságot elfordította tőle, Hasszán ibn an-Numán néhány éven belül legyőzte őt. Ifríkijja új kormányzója, Músza ibn Nuszajr 705-re szilárdan a birodalomba építette egész Észak-Afrikát az Atlanti-óceánig.

### Ázsia
Az iszlám keleti terjeszkedésének bázisa Irak két katonai táborvárosa (miszr, tbsz. amszár), Kúfa és Baszra volt. Mivel ezek az egész fitna során a legaktívabb területen feküdtek, csak Haddzsádzs tartós berendezkedése után kerülhetett sor új hadjáratokra – márpedig éppen a Szidzsisztán (Szisztán) ellen küldött Ibn al-Asász lázadt fel 701–703 között, ismét elhalasztva a komoly területszerzés lehetőségét.

## Abd al-Malik reformjai
A hosszas és kimerítő háborúskodás mellett a kalifa előremutató újításokat vezetett be az Arab Birodalom életében. Elrendelte, hogy az addig helyi – görög, szír, perzsa stb. – adminisztráció által vezetett közigazgatás hivatalos nyelve az arab legyen, azaz megkísérelte hatékonyabbá, átláthatóbbá szervezni a rendszert. Hasonló arabizálás volt megfigyelhető az egyiptomi állami luxustextil-monopólium (tiráz) esetében is, ahol a hagyományos görögöt váltották fel az arab feliratok. Ezzel együtt a hódoltatott népeket nem kísérelték meg elarabosítani.
A birodalom arabosítása mellett Abd al-Malik a pénzügyek területén alkotott kiemelkedőt. A kalifátusnak ugyanis addig nem volt önálló pénze – noha a megszerzett verdék megnyíltak –, hanem a bizánci és perzsa területeken szerzett, itteni mintákat követő különféle fizetőeszközöket használták. A gazdasági függetlenség és az átláthatóbb fiskális politika erre az időre szükségessé tette, hogy a kalifa saját pénzt verjen.
Az új, vésett (mankús, innen nyugaton használt nevük: mancus) érmék nagyjából a bizánci pénzveréshez igazodtak, de kialakításában a hidzsázi mértékrendszer hatása volt a domináns. Megszületett a kb. 4,25 grammos (tehát kb. solidus-súlyú) aranydénár és váltópénze, a 2,97 grammos, ezüstből vert dirhem. Az új pénzérméken már nem ábrák, hanem vésett arab feliratok voltak, többek között a kalifa neve és iszlám témájú szövegek.

## Hagyatéka
Abd al-Malik erőfeszítéseinek és kitartásának köszönhetően fia egy minden tekintetben megerősödött birodalmat örökölt. I. al-Valíd nem csak a hódításokat folytatta, hanem atyja építkezéseit is. Bár kétségbevonhatatlanul hatalmas munkát vitt végbe, Abd al-Malik később nem tartozott a legnépszerűbb kalifák közé. Sírját a többi Omajjádhoz hasonlóan (I. Muávijáét és II. Omárét kivéve) az Abbászidák hatalomátvétele után kirabolták. Később a rendkívül rossz színben feltüntetett Haddzsádzs miatt is nehezteltek rá, annak tetteit iszlámellenesnek bélyegezve.
Valídon kívül Abd al-Malik három másik fia is elnyerte a kalifai rangot: Szulejmán (715–717), II. Jazíd (720–724) és Hisám (724–743), Maszlama nevű gyermeke pedig hadvezérként jeleskedett.